# Olýmpi
Olýmpi, en grec moderne : Ολύμποι, est un village de l'île de Chios, en Égée-Septentrionale, Grèce.
Selon le recensement de 2011, la population du village compte 376 habitants.